# Bażyn-Ałaak
Bażyn-Ałaak (ros. Бажын-Алаак) – wieś w Rosji, w Tuwie, w kożuunie dzun-chiemczickim. W 2010 liczyła 1454 mieszkańców.